# Raión de Rozdolne
Raión de Rozdolne (en ucraniano: Роздольненський район, Raión de Razdólnoye (en ruso: Раздо́льненский райо́н) es un raión o distrito de la República Autónoma de Crimea de Ucrania o República de Crimea de Rusia. Es una de las 25 regiones de esta República. La capital es la ciudad de Rozdolne.
Comprende una superficie de 1231 km².

## Demografía
En 2010 contaba con una población estimada de 37 185 habitantes.

## Otros datos
El código KOATUU fue 123900000. El código postal 96200 y el prefijo telefónico +380 6553.